# どしゃぶりのテラス席/フユトテトテ
「どしゃぶりのテラス席/フユトテトテ」（どしゃぶりのテラスせき/フユトテトテ）は、2018年1月1日にT-Palette Recordsから発売、および配信されたアップアップガールズ(2)の2枚目のシングル。

## 概要
- 2017年夏、グループの認知向上のため実施された「Twitterフォロアーアップアップキャンペーン」で、期間内にメンバー最多の4173フォロワーを獲得した吉川茉優がセンターを務めた[2]。

## 収録曲
1. どしゃぶりのテラス席
作詞：児玉雨子、作曲：michitomo、編曲：KOJI oba
2. フユトテトテ
作詞・作曲・編曲：fu_mou
3. どしゃぶりのテラス席（Instrumental）
4. フユトテトテ（Instrumental）